# Sojusz Obywatelski (Cypr)
Sojusz Obywatelski (gr. Συμμαχία Πολιτών) – cypryjska partia polityczna o charakterze lewicowym i centrowym, działająca w latach 2013–2021.

## Historia
Partia powstała 28 kwietnia 2013. Założył ją Jorgos Lilikas, były minister i kandydat w wyborach prezydenckich. Ugrupowanie przyjęło kurs nacjonalistyczny, krytykując prowadzenie przez prezydenta Nikosa Anastasiadisa negocjacji z liderami cypryjskich Turków i rozważaną koncepcję federacji. Po raz pierwszy w wyborach wystawiła swoją listę w 2014 w głosowaniu do Europarlamentu, otrzymała wówczas 6,8% głosów. W wyborach krajowych w 2016 Sojusz Obywatelski uzyskał 6,0% głosów, co przełożyło się na 3 mandaty w Izbie Reprezentantów. W 2020 partia nawiązała współpracę wyborczą z Ruchem na rzecz Socjaldemokracji; nie wystawiła odrębnej listy w wyborach w 2021. W tym samym roku sojusz przyłączył się formalnie do partii EDEK, co zakończyło jego działalność.